# Врисланд, Виктор Эмануэль ван
Виктор Эмануэль ван Врисланд (нидерл. Victor E. van Vriesland; 27 октября 1892, Харлем — 29 октября 1974, Амстердам) — голландский писатель
, поэт, драматург, переводчик, журналист, редактор, литературный критик. Писал на голландском и французском языках.

## Биография
Родился в богатой еврейской купеческой семье. Образование получил в Дижонском университете. Из-за начала Первой мировой войны в 1914 году досрочно закончил учёбу и вернулся в Нидерланды. Занимался журналистикой, был литературным и художественным критиком, редактором еженедельного журнала.
Во время Второй мировой войны, будучи евреем, скрывался от немецких оккупантов.
Был президентом Голландского ПЕН-клуба. С 1963 по 1965 год — президентом Международного ПЕН-клуба, был руководителем всемирного объединения писателей.
В. ван Врисланду было присвоено звание почётного доктора Лейденского университета (1954) вместе с Э. М. Форстером и Ж. Шлюмберже.

## Творчество
Свои первые стихи опубликовал в юном возрасте. Творил под влиянием П. Валери.
Автор романов, рассказов, эссе, сборников поэзии, пьес, афоризмов.
Переводил произведения Г. Бёлля, Ф. Грильпарцера, Ж. Жироду, Камю, А. Маклиша, А. Суинберна, Ж. Расина, Р. Рильке, Л. Фейхтвангера, Г. Флобера, И. де Шаррьер, М. Швоба,

## Избранные произведения
- 1915 — De cultureele noodtoestand van het Joodsche volk (эссе)
- 1920 — Herman Hana (эссе)
- 1925 — Der verlorene Sohn (пьеса)
- 1926 — Het afscheid van de wereld in drie dagen, (роман, 1953)
- 1929 — Voorwaardelijk uitzicht
- 1933 — Havenstad, (пьеса)
- 1935 — Herhalingsoefeningen, (стихи)
- 1939 — De ring met de aquamarijn, (рассказы)
- 1939—1954 — Spiegel der Nederlandse poëzie door alle eeuwen
- 1946 — Vooronderzoek, (стихи)
- 1946 — Grondslag van verstandhouding, (философские статьи, 1947)
- 1949 — Drievoudig verweer, (стихи)
- 1949 — Le vent se couche, (стихи)
- 1952 — Vereenvoudiging, (афоризмы)
- 1954 — De onverzoenlijken,
- 1954 — Kortschrift, (афоризмы)
- 1958 — Onderzoek en vertoog, (эссе)
- 1959 — Tegengif, (стихи)
- 1962 — Agesilaos, (роман)
- 1962 — Het werkelijkheidsgehalte in de letterkunde
- 1965 — Ondoordacht, (стихи)
- 1968 — Verzamelde (стихи)
- 1972 — Bijbedoelingen, (стихи)

## Награды
- Офицер Ордена Леопольда II
- Офицер Ордена Оранских-Нассау
- Орден Нидерландского льва
- Орден Почётного легиона
- 1951 — Премия Фонда сопротивления художников 1942—1945 гг.
- В 1958 году получил голландскую литературную премию Константейна Хёйгенса,
- В 1960 году награждён литературной премией П. К. Хофта,
- Почётный доктор Лейденского университета (1954).

## Память
- Его именем названа улица в Роттердаме.